# Miron Costin
Miron Costin (1633-1691) fou un boiar, diplomàtic, governador i important cronista moldau. Va escriure entre d'altres una crònica sobre Moldàvia en romanès i un poema epic sobre el seu país en polonès. Aquesta crònica va ser molt popular arreu d'Europa i va ser traduïda en llatí, grec i francès. Se'n conserven 55 còpies però no se'n va conservar cap còpia de la versió original. La primera edició en romanès va ser publicada el 1852 i va ser integrada en les seues Opere complete, publicades entre 1886 i 1888. El seu fill Nicolae va continuar la crònica.

## Biografia
Va néixer com a fill Ioan Kostin, d'una família de baixa noblesa boiara en un lloc desconegut del principat de Moldàvia. Al principi del govern del voivoda Vasile Lupu, son pare, analfabeta, va haver d'exiliar-se a Polònia, on va adquirir títols de noblesa polonesa. Miron va assistir a un col·legi jesuïta de Bar (aleshores polonès, avui a Ucraïna), on va adquirir un profund coneixement filològic i històric. Expulsat pels cosacs, va anar a Kàmianets-Podilski, on va acabar els estudis el 1650. El mateix any els seus pares van ser assassinats pels cosacs. Així, Costin es va quedar cap de família amb només disset anys. Més tard es va casar amb Ileana Movilă, una rica hereua boiara i parent del príncep Simeó Movilă.
El 1651 Costin va participar en la guerra contra els cosacs del bàndol polonès i va tornar a Moldàvia el 1652 després que Vasile Lupu hagués renunciat a la seva actitud anti-polonesa. El 1653 va passar al bàndol de l'excanceller i nou príncep Gheorghe Ștefan i va fer una notable carrera política durant els propers 30 anys. Va esdevenir un dels grans boiars més rics de Moldàvia. Al capdavant del partit boiar, es va esforçar per alliberar-se del domini otomà en una aliança amb Polònia. Nogensmenys, el 1683 va haver de participar en el setge de Viena amb el bàndol otomà. Després del seu retorn, es va negar a reconèixer el nou príncep de Moldàvia, instal·lat pels polonesos, i va estar empresonat a Polònia durant dos anys.
Obres destacades
- Letopiseţul Ţărâi Moldovei de la Aron Vodă încoace [La Crònica de la Terra de Moldàvia a partir d'Aron Voda] (en romanès), 1675.[6]
- Istoria în versuri polone despre Ţara Moldovei şi Munteniei [Història en versos polonesos sobre Moldàvia i Valàquia] (en polonès), 1684.